# Pau Bargalló
Pau Bargalló Poch  (San Sadurní de Noya, Barcelona, 11 de enero de 1994) es un jugador español de hockey patines, internacional absoluto con la Selección nacional, que ocupa la demarcación de delantero. Es el hermano del también jugador de hockey patines Jordi Bargalló.

## Trayectoria
Bargalló se formó en las categorías inferiores del CE Noia, donde se proclamó campeón de Cataluña y de España siendo el jugador de referencia. Ya en el primer equipo, el curso 2013/14, consiguió alzarse con la Copa CERS.
El verano de 2014, fichó por el Liceo de La Coruña  por dos temporadas, donde compartió equipo con su hermano Jordi Bargalló. En la segunda y última temporada en el equipo gallego,  consiguió 29 goles en la OK Liga y 7 en Europa. En el año 2016 ficha por el FC Barcelona.

## Palmarés selección
- Campeonatos del Mundo "A"  (2017)
- Campeonatos de Europa (2018)
- Campeonatos de Europa (2021)